# Masters de Hong Kong de snooker 2017
Les Masters de Hong Kong de snooker 2017 sont un tournoi de snooker de catégorie non-ranking inscrit au programme de la saison 2017-2018. Organisée par la World Professional Billiards and Snooker Association (WPBSA) et le Hong Kong Billiards and Snooker Control Council (HKBSCC), cette édition se tient du 20 au 23 juillet 2017 au Queen Elizabeth Stadium (en) de Hong Kong en Chine.
Le vainqueur du tournoi est le joueur Australien Neil Robertson qui bat l'Anglais Ronnie O'Sullivan sur le score de 6 frames à 3. Ce dernier n'en réussit pas moins un break de 143 dans la cinquième frame de cette finale et empoche la prime du meilleur break.

## Joueurs invités
Huit joueurs d'élite sont invités à disputer cette compétition :
- Mark Selby, actuel champion du monde et numéro 1 mondial
- John Higgins, quadruple champion du monde et actuel numéro 2 mondial
- Judd Trump, vainqueur du dernier championnat des joueurs et actuel numéro 3 mondial
- Barry Hawkins, vainqueur du dernier Grand Prix mondial et actuel numéro 5 mondial
- Neil Robertson, ancien champion du monde (2010) et actuel numéro 7 mondial
- Shaun Murphy, ancien champion du monde (2005) et actuel numéro 8 mondial
- Ronnie O'Sullivan, quintuple champion du monde
- Marco Fu, meilleur joueur hongkongais et actuel numéro 6 mondial

## Dotation
Répartition des prix :
- Vainqueur : 100 000 £
- Finaliste : 45 000 £
- Demi-finalistes : 35 000 £
- Quart de finalistes : 22 500 £
- Meilleur break : 10 000 £

Dotation totale : 315 000 £

## Tableau
|  | Quarts de finale au meilleur des 9 frames | Quarts de finale au meilleur des 9 frames | Quarts de finale au meilleur des 9 frames |                   |                | Demi-finales au meilleur des 11 frames | Demi-finales au meilleur des 11 frames | Demi-finales au meilleur des 11 frames |  |  | Finale au meilleur des 11 frames | Finale au meilleur des 11 frames | Finale au meilleur des 11 frames |
|  |                                           |                                           |                                           |                   |                |                                        |                                        |                                        |  |  |                                  |                                  |                                  |
|  |                                           | Mark Selby                                | 3                                         |                   |                |                                        |                                        |                                        |  |  |                                  |                                  |                                  |
|  |                                           | Neil Robertson                            | 5                                         |                   |                |                                        |                                        |                                        |  |  |                                  |                                  |                                  |
|  |                                           | Neil Robertson                            | 5                                         |                   | Neil Robertson | 6                                      |                                        |                                        |  |  |                                  |                                  |                                  |
|  |                                           |                                           |                                           |                   | Neil Robertson | 6                                      |                                        |                                        |  |  |                                  |                                  |                                  |
|  |                                           |                                           | Marco Fu                                  | 4                 |                |                                        |                                        |                                        |  |  |                                  |                                  |                                  |
|  |                                           | Barry Hawkins                             | Marco Fu                                  | 4                 | 3              |                                        |                                        |                                        |  |  |                                  |                                  |                                  |
|  |                                           | Barry Hawkins                             |                                           |                   | 3              |                                        |                                        |                                        |  |  |                                  |                                  |                                  |
|  |                                           | Marco Fu                                  | 5                                         |                   |                |                                        |                                        |                                        |  |  |                                  |                                  |                                  |
|  |                                           |                                           |                                           |                   |                |                                        |                                        |                                        |  |  |                                  | Neil Robertson                   | 6                                |
|  |                                           |                                           |                                           | Ronnie O'Sullivan | 3              |                                        |                                        |                                        |  |  |                                  |                                  |                                  |
|  |                                           | Judd Trump                                | 5                                         |                   |                |                                        |                                        |                                        |  |  |                                  |                                  |                                  |
|  |                                           | Shaun Murphy                              | 3                                         |                   |                |                                        |                                        |                                        |  |  |                                  |                                  |                                  |
|  |                                           | Shaun Murphy                              | 3                                         |                   | Judd Trump     | 5                                      |                                        |                                        |  |  |                                  |                                  |                                  |
|  |                                           |                                           |                                           |                   | Judd Trump     | 5                                      |                                        |                                        |  |  |                                  |                                  |                                  |
|  |                                           |                                           | Ronnie O'Sullivan                         | 6                 |                |                                        |                                        |                                        |  |  |                                  |                                  |                                  |
|  |                                           | John Higgins                              | Ronnie O'Sullivan                         | 6                 | 4              |                                        |                                        |                                        |  |  |                                  |                                  |                                  |
|  |                                           | John Higgins                              |                                           |                   | 4              |                                        |                                        |                                        |  |  |                                  |                                  |                                  |
|  |                                           | Ronnie O'Sullivan                         | 5                                         |                   |                |                                        |                                        |                                        |  |  |                                  |                                  |                                  |

## Finale
| Finale au meilleur des 11 manches Arbitre : John Fung |                          |                              |
| Neil Robertson Australie                              | 6 - 3 ( - )              | Ronnie O'Sullivan Angleterre |
| 0 82                                                  | Centuries Meilleur break | 1 143                        |
| Neil Robertson remporte le Masters de Hong Kong 2017. |                          |                              |

## Centuries
- 143, 128, 126  Ronnie O'Sullivan
- 136, 100  Judd Trump
- 132, 103  Marco Fu
- 108, 100  Neil Robertson